# Sun Qiuting
Sun Qiuting (Xangai, 22 de setembro de 1985) é uma nadadora sincronizada chinesa, medalhista olímpica. 

## Carreira
Sun Qiuting representou seu país nos Jogos Olímpicos de 2008, ganhando a medalha de bronze em Pequim, por equipes. 